# Божия Ризова
Божия Ризова е българска просветна деятелка от късното българско възраждане в Македония.

## Биография
Божия Ризова е родена в 1887 година в Свети Врач, тогава в Османската империя. През 1904 година завършва с четиринадесетия випуск на Солунската българска девическа гимназия „Свето Благовещение“. Отдава се на учителската професия. Работи първоначално в село Дебрене, а след това в град Петрич. В Петрич развива обществена дейност и заедно с Елена Янева в 1909 година с цел организирането на учителите, основават женско учителско дружество.